# Ahuatlán, Cuautempan
Ahuatlán är en ort i Mexiko.   Den ligger i kommunen Cuautempan och delstaten Puebla, i den sydöstra delen av landet, 150 km öster om huvudstaden Mexico City. Ahuatlán ligger 1 421 meter över havet och antalet invånare är 516.
Terrängen runt Ahuatlán är bergig söderut, men norrut är den kuperad. Runt Ahuatlán är det ganska tätbefolkat, med 70 invånare per kvadratkilometer. Närmaste större samhälle är Zacatlán, 15,9 km väster om Ahuatlán. I omgivningarna runt Ahuatlán växer i huvudsak blandskog.